# Dendroaspis viridis
Dendroaspis viridis, cunoscut și ca mamba verde [occidental], este o specie de șerpi veninoși arboricoli din genul mamba (Dendroaspis).

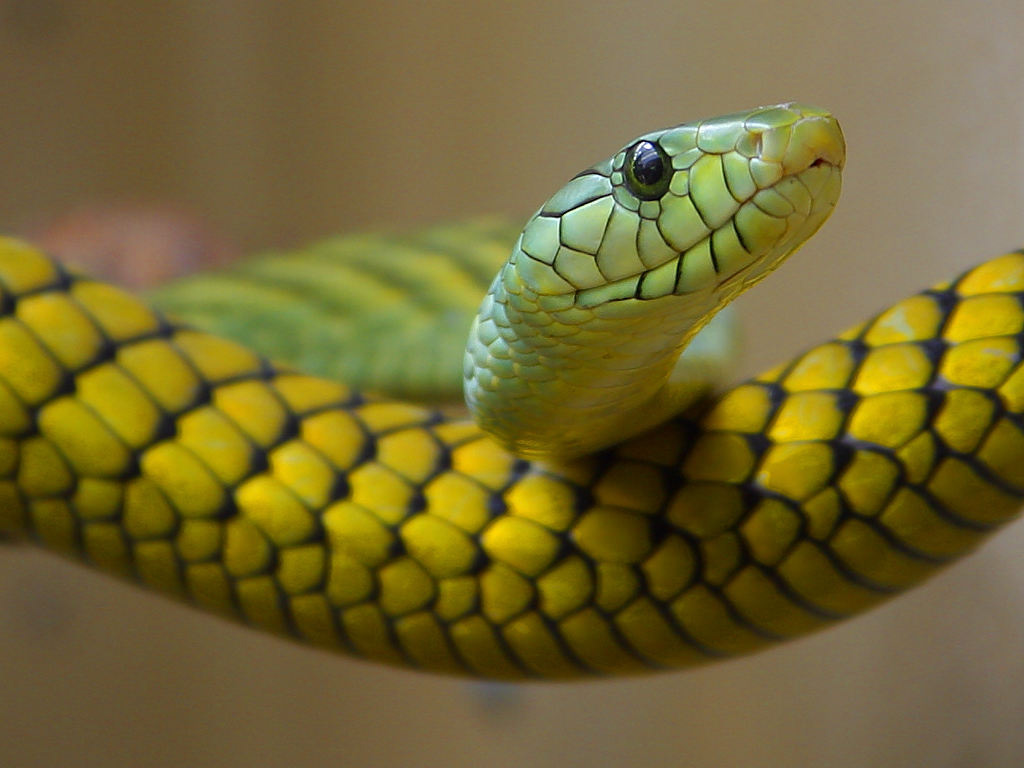